# Battaglia di Fairfield (1779)
La battaglia di Fairfield (nota anche come incendio di Fairfield) avvenne il 7 luglio 1779 durante la guerra d'indipendenza americana a Fairfield, nel Connecticut, quando una forza britannica al comando del generale William Tryon attaccò la città, sconfisse le milizie nemiche e bruciò la stragrande maggioranza degli edifici della città.

## Antefatti
L'attacco di Fairfield faceva parte di una più ampia operazione britannica nota come Raid di Tryon, in cui 2 600 uomini lanciarono una campagna punitiva sulle contee di Fairfield e New Haven dalla loro base a Long Island. A quel tempo, Fairfield e le aree circostanti avevano sviluppato una reputazione per il loro forte sostegno alla Rivoluzione.

## Attacco
La mattina del 7 luglio, la flotta britannica fu avvistata a Fort Black Rock dalla guardia costiera, che allertò la città. Ore dopo, Tryon e 800 fanti sbarcarono a Compo Beach, ora parte di Westport, e marciarono verso l'interno. Nonostante una breve ma vivace resistenza da parte della milizia locale, gli inglesi presero subito controllo della città e iniziarono a devastarla. Dopo l'attacco iniziale alla città, le forze di Tryon furono rinforzate da altri 1 700 uomini comandati dal generale George Garth.

## Commemorazioni
Per molti anni in seguito all'evento, i cittadini di Fairfield, con l'aiuto della Historical Society, ricrearono scenografie e visite guidate incentrate sui movimenti degli inglesi in quel giorno e sulle (poche) proprietà sopravvissute alla loro incursione.